# Ettore Scola
Ettore Scola (Trevico, Campània, Itàlia, 10 de maig de 1931 - Roma, 19 de gener de 2016) fou un director de cinema italià, considerat un dels representants de la commedia all'italiana i alhora autor de pel·lícules marcades per la consciència política.

## Biografia
Nascut en una família d'actors de teatre, mentre estudiava Dret a la Universitat de Roma ja col·laborava amb il·lustracions i articles a la revista humorística Marc'Aurelio. A mitjans dels anys cinquanta, va començar a escriure guions conjuntament amb Ruggero Maccari, Agenore Incrocci (Age) i Furio Scarpelli que va continuar als seixanta amb pel·lícules com Io la conoscevo bene d'Antonio Pietrangeli i Il sorpasso de Dino Risi. La seva primera pel·lícula com a director va ser Se premette parliamo di donne (1964), un film d'episodis amb Vittorio Gassman com a actor principal, que va suposar un èxit de públic. El 1974 Scola va dirigir C'eravamo tanto amati, protagonitzada per Vittorio Gassman, Nino Manfredi i Stefania Sandrelli, una crònica de la història contemporània d'Italia, des de la postguerra fins als anys setanta narrada a través d'un grup d'amics. Va ser premiada amb el César a la millor pel·lícula estrangera el 1977. Amb el seu film Lletjos, bruts i dolents (1976), on retrata la mesquinesa humana a través dels personatges d'una família de barri humil, obtingué el premi a millor director al Festival de Canes 1976. Un dels seus treballs més reconeguts, César a millor pel·lícula i nominat als Oscars, Globus d'Or al millor film estranger 1978, va ser Una jornada particular (1977), amb una trama integrada en el context històric de la Roma de 1938 a partir d'una singular trobada entre dos personatges molt diferents: una mestressa de casa solitària (Sophia Loren) i un homosexual antifeixista (Marcello Mastroianni).
Ja retirat, amb 82 anys, Scola va rodar Che strano chiamarsi Federico! (2013) un homenatge al seu amic Federico Fellini, vint anys després de la seva mort. El documental barreja imatges d'arxiu amb ficció en un relat que recull el món propi de Fellini.
| «                | El cinema és una obra de creació col·lectiva, és un art d'equip. | » |
| — Ettore Scola , |                                                                  |   |

## Obra

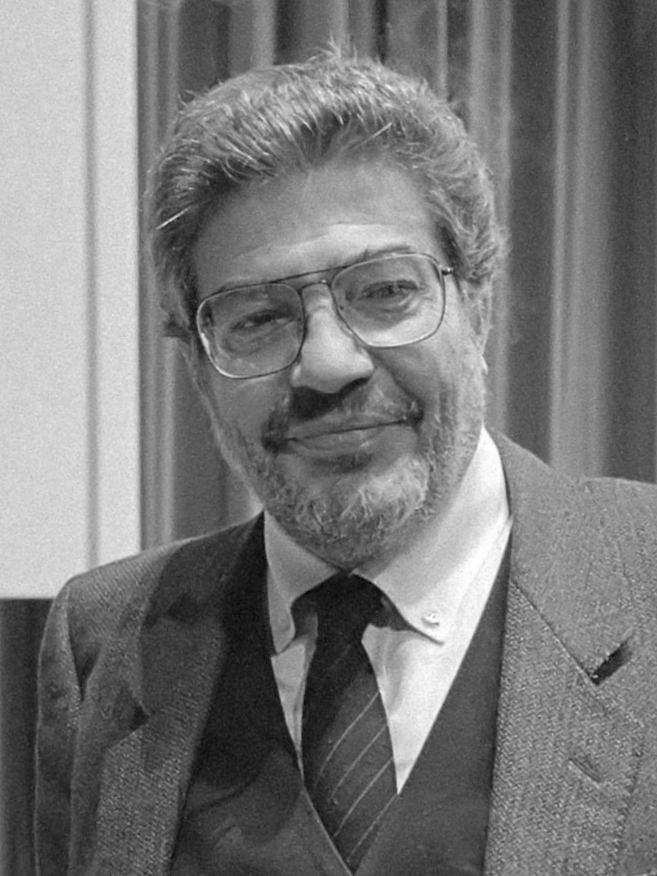
Ettore Scola el 1983

Ettore Scola és un cineasta conegut especialment pel seu activisme polític. Les seves obres reflecteixen la Itàlia de la segona meitat del segle xx.

## Filmografia
- Se permettete parliamo di donne (1964)
- La congiuntura (1965)
- Thrilling (1965) - episodi Il Vittimista
- L'arcidiavolo (1966)
- Riusciranno i nostri eroi a ritrovare l'amico misteriosamente scomparso in Africa? (1968)
- Il Commissario Pepe (1969)
- Dramma della gelosia (tutti i particolari in cronaca) (1970)
- Permette? Rocco Papaleo (1971)
- La più bella serata della mia vita (1972)
- Trevico-Torino (viaggio nel Fiat-Nam) (1973)
- Festival Unità (1973) - documental
- C'eravamo tanto amati (1974)
- Lletjos, bruts i dolents (1976)[10]
- Signore e signori, buonanotte (1976)
- Una jornada particular (1977)[11]
- ¡Que viva Italia! (1977) episodis "L'uccellino della Val Padana", "Il sospetto", "Hostaria", "Come una regina", "Cittadino esemplare", "Sequestro di persona cara", "Elogio funebre"
- La terrazza (1980)
- Passione d'amore (1981)
- La Nuit de Varennes (1982)
- Vorrei che volo (1982) - documental
- La sala de ball (1982)[12]
- L'addio a Enrico Berlinguer (1984) - documental
- Maccheroni (1985)
- La famiglia (1987)
- Imago urbis (1987) - documental
- Splendor (1989)
- Che ora è? (1989)
- Il viaggio di Capitan Fracassa (1990)
- Mario, Maria e Mario (1993)
- Romanzo di un giovane povero (1995)
- I corti italiani (1997) episodi 1943-1997
- La cena (1998)
- Competència deslleial (Concorrenza sleale) (2001)[13]
- Un altro mondo è possibile (2001) - documental
- Lettere dalla Palestina (2002) - documental
- Gente di Roma (2003)
- Che strano chiamarsi Federico! (2013) - documental

## Premis i nominacions

### Premis
- 1976: Premi a la millor direcció (Festival de Canes) per Lletjos, bruts i dolents[14]
- 1977: César a la millor pel·lícula estrangera per C'eravamo tanto amati[15]
- 1978: César a la millor pel·lícula estrangera per Una jornada particular
- 1980: Premi al millor guió (Festival de Canes) per La terrazza
- 1984: Os de Plata al millor director per La sala de ball[16]
- 1984: César al millor director per La sala de ball

### Nominacions
- 1970: Palma d'Or per Dramma della gelosia (tutti i particolari in cronaca)
- 1976: Palma d'Or per Lletjos, bruts i dolents
- 1977: Palma d'Or per Una jornada particular
- 1980: Palma d'Or per La terrazza
- 1981: Palma d'Or per Splendor
- 1982: Palma d'Or per La famiglia
- 1984: Os d'Or per La sala de ball
- 1987: Palma d'Or per La nuit de Varennes
- 1989: Palma d'Or per Passione d'amore
- 1989: Lleó d'Or per Che ora è?
- 1991: Os d'Or per Il viaggio di Capitan Fracassa
- 1995: Lleó d'Or per Romanzo di un giovane povero